# Güvenyurt, Ulubey
Güvenyurt là một xã thuộc huyện Ulubey, tỉnh Ordu, Thổ Nhĩ Kỳ. Dân số thời điểm năm 2010 là 263 người.